# Norra kyrkogården, Trelleborg
Norra kyrkogården öppnades 1906 och har cirka 4500 gravar. Det är Trelleborgs största kyrkogård och ligger bredvid Östervångsparken. Det finns Invalidmonumentet, som uppfördes 1926 för att minnas krigsfångeutväxlingarna i Trelleborg under första världskriget, och tyska krigsgravar från andra världskriget. På kyrkogården finns också Norra kapellet, som används för dop-, bröllop- och begravningsgudstjänster. Kapellet har omfattande renoverats och öppnats på nytt påsksöndag 2017. I renoveringen har tillkommit ett ceremonirum utan religiösa symboler samt ett serveringsrum. Det finns en asfalterad parkeringsplats bredvid kapellet, med åtkomst från Klörupsvägen.

## Galleri

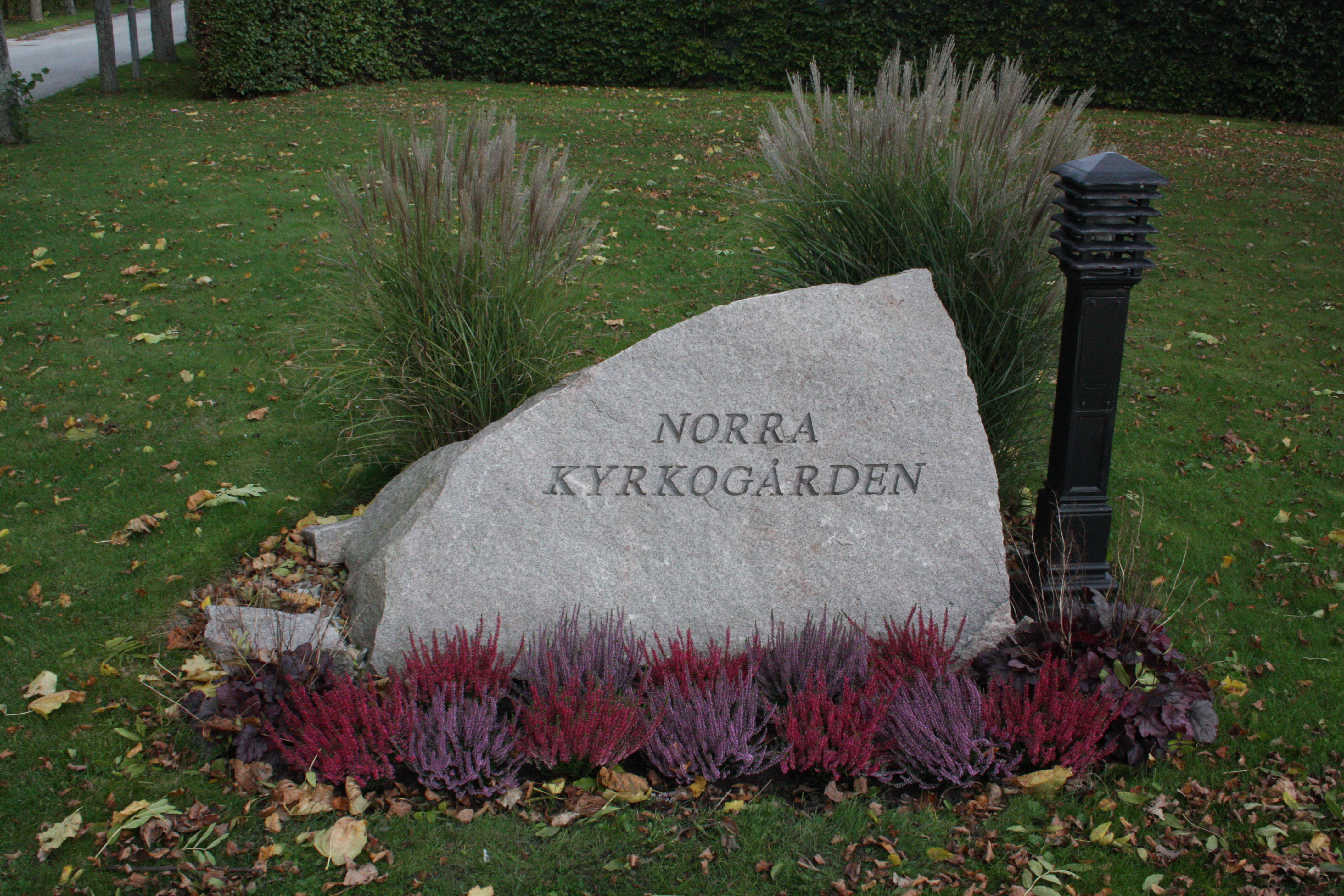
Sten vid ingången på Klörupsvägen
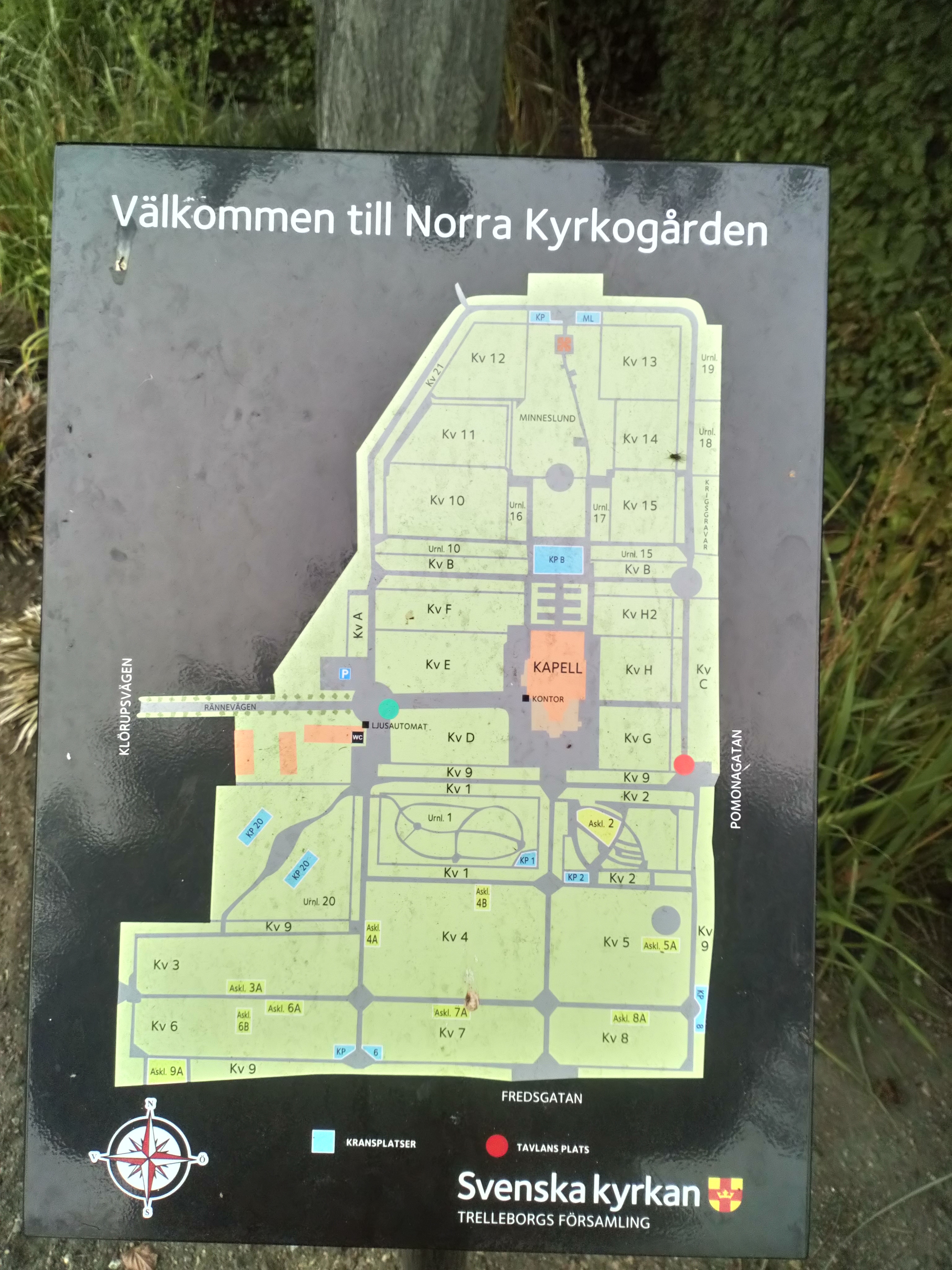
Norra kyrkogården karta
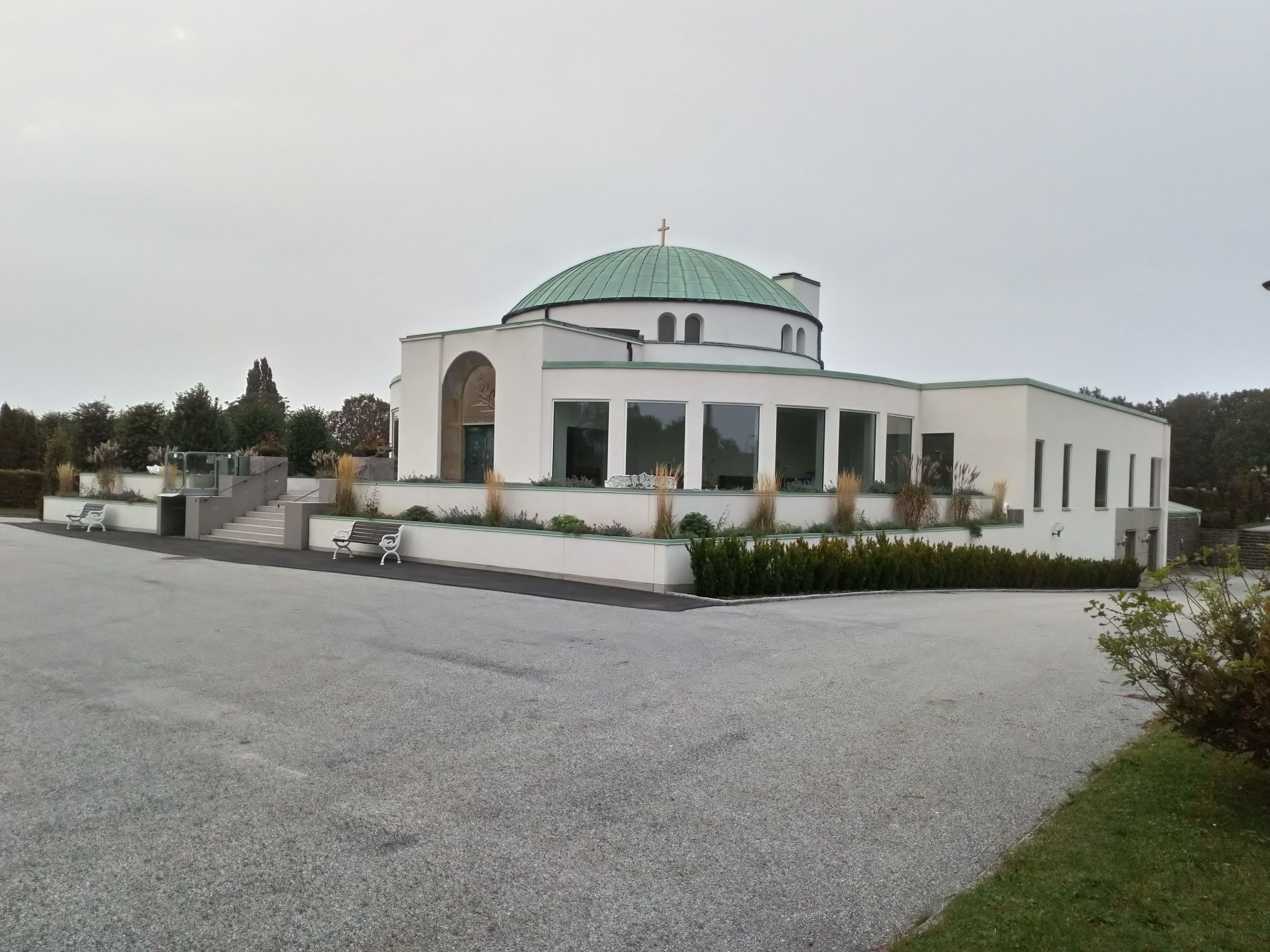
Norra Kapellet
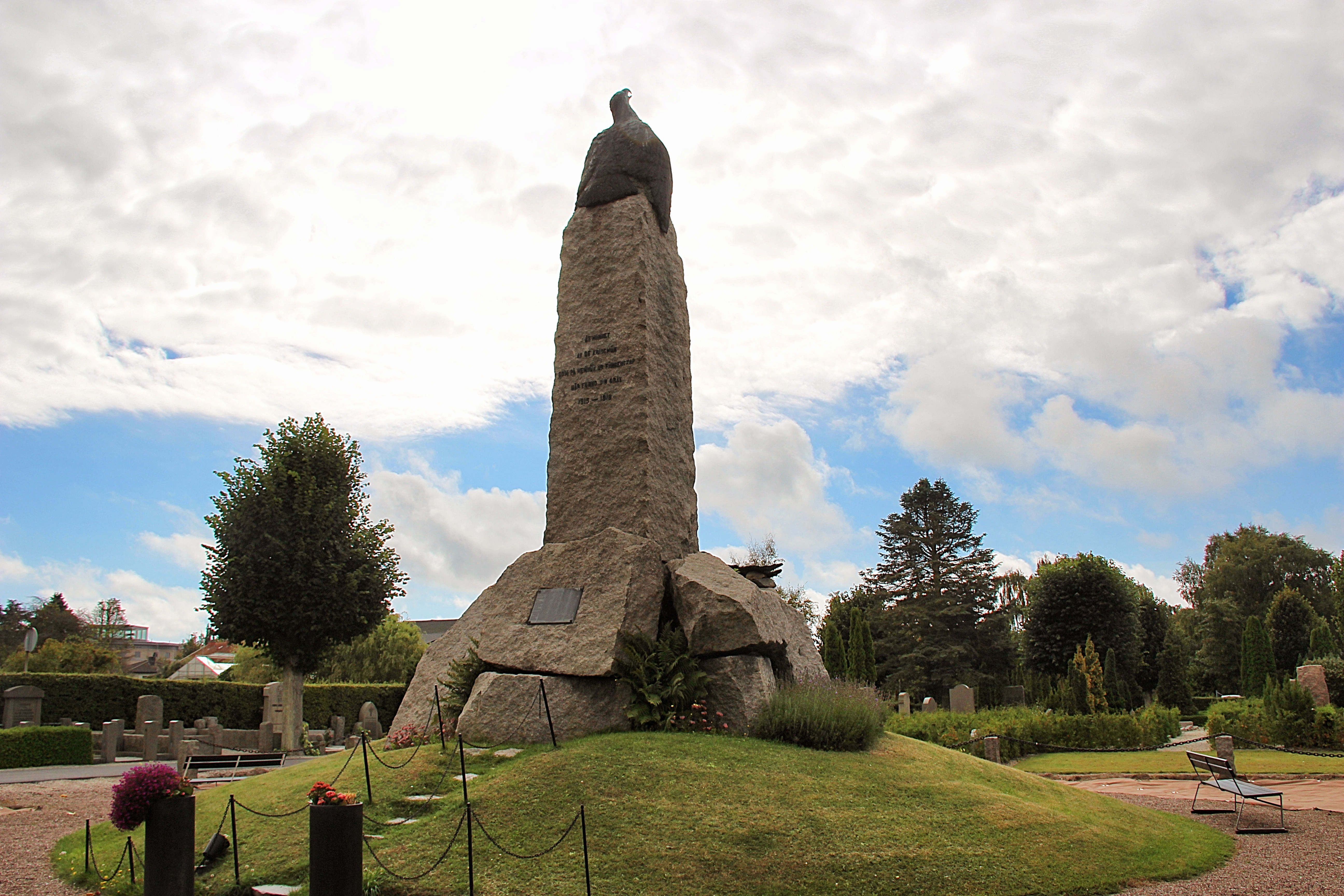
Invalidmonumentet
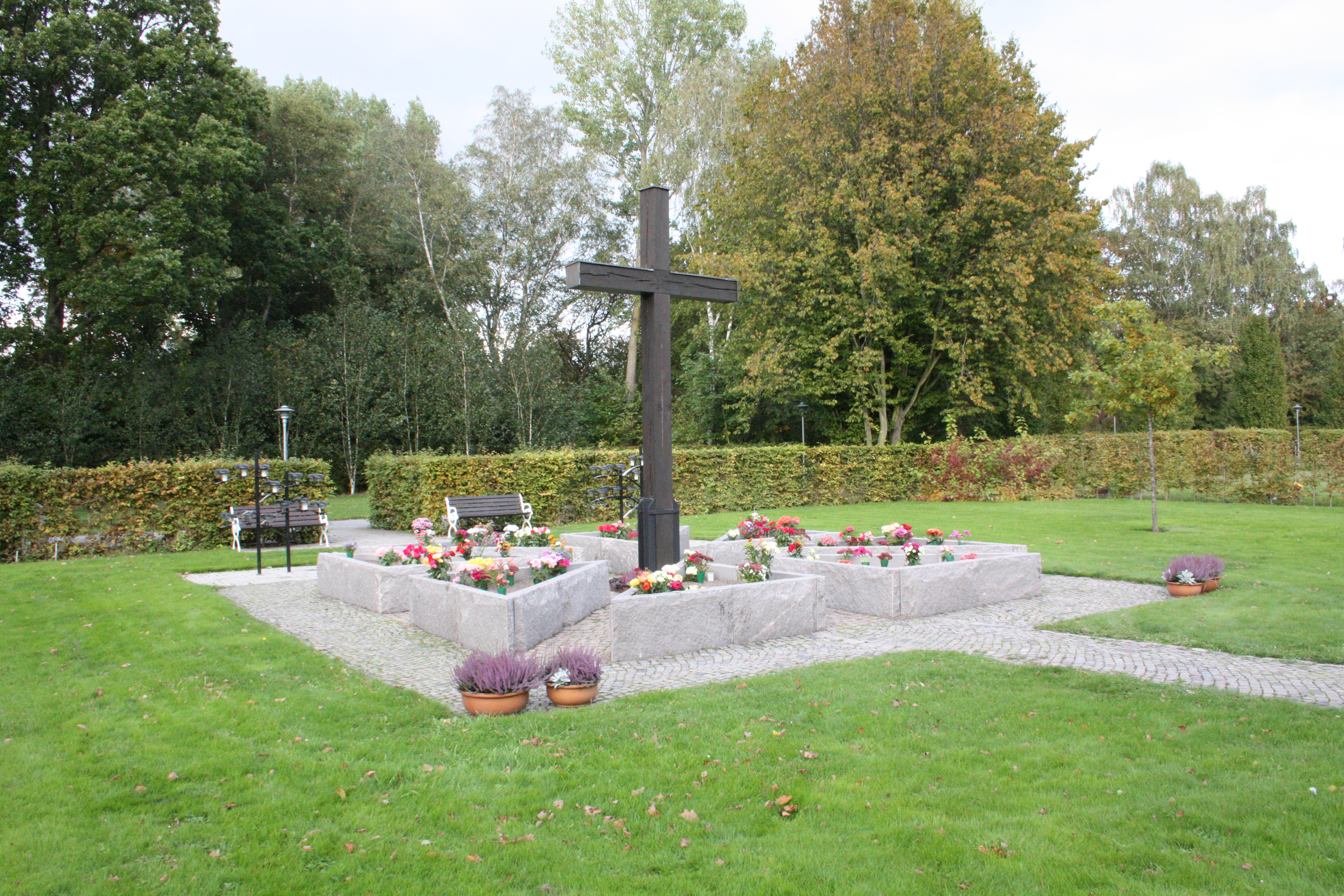
Minneslund